# Petroselinum segetum
A Petroselinum segetum az ernyősvirágzatúak (Apiales) rendjébe, ezen belül a zellerfélék (Apiaceae) családjába tartozó faj.

## Előfordulása
A Petroselinum segetum előfordulási területe Nyugat-Európa, a Brit-sziget és az Appennini-félsziget. A következő országokban őshonos növényfaj: Anglia, Belgium, Franciaország, Hollandia, Olaszország, Portugália, Skócia és Spanyolország.

## Képek

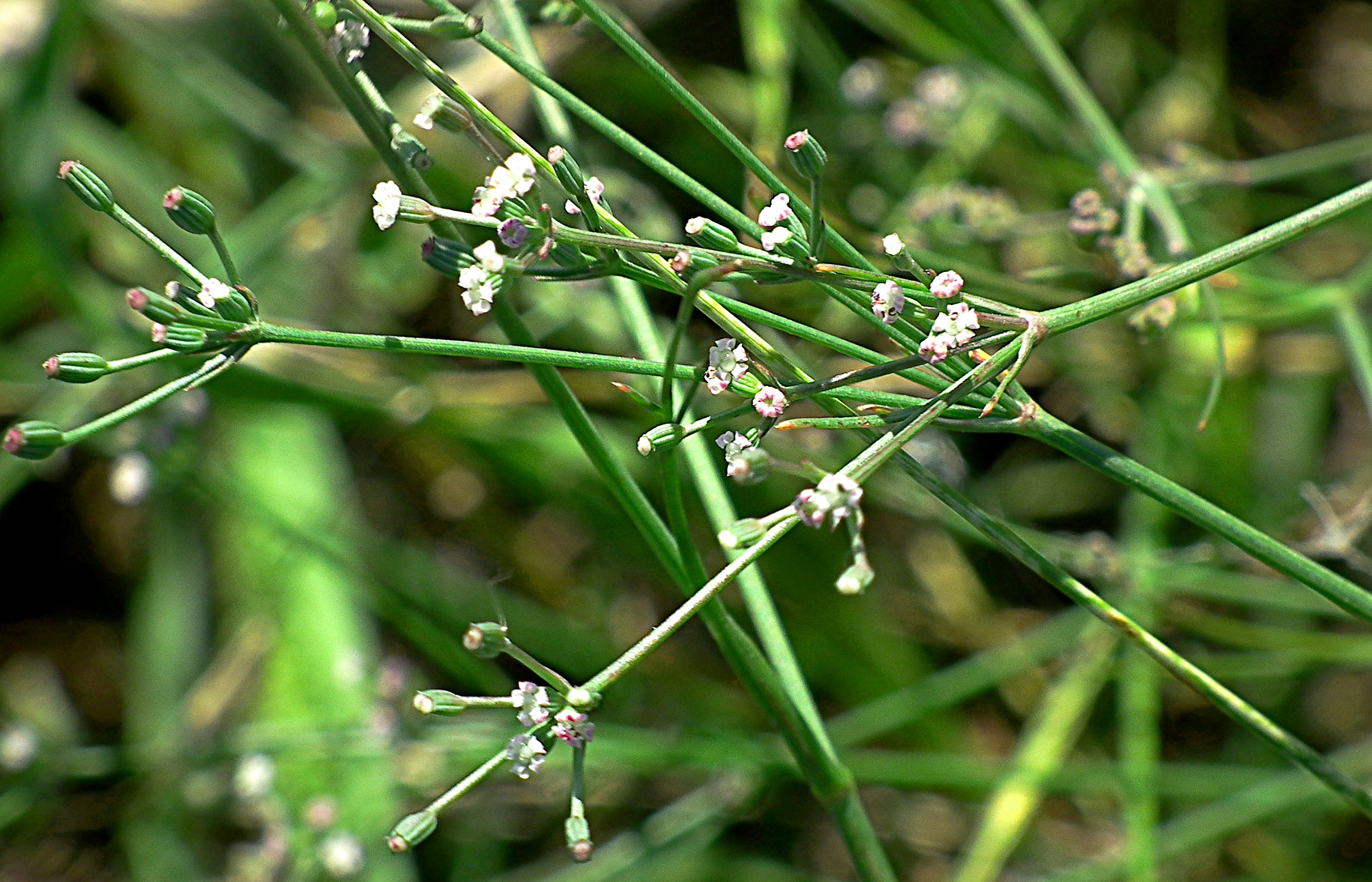
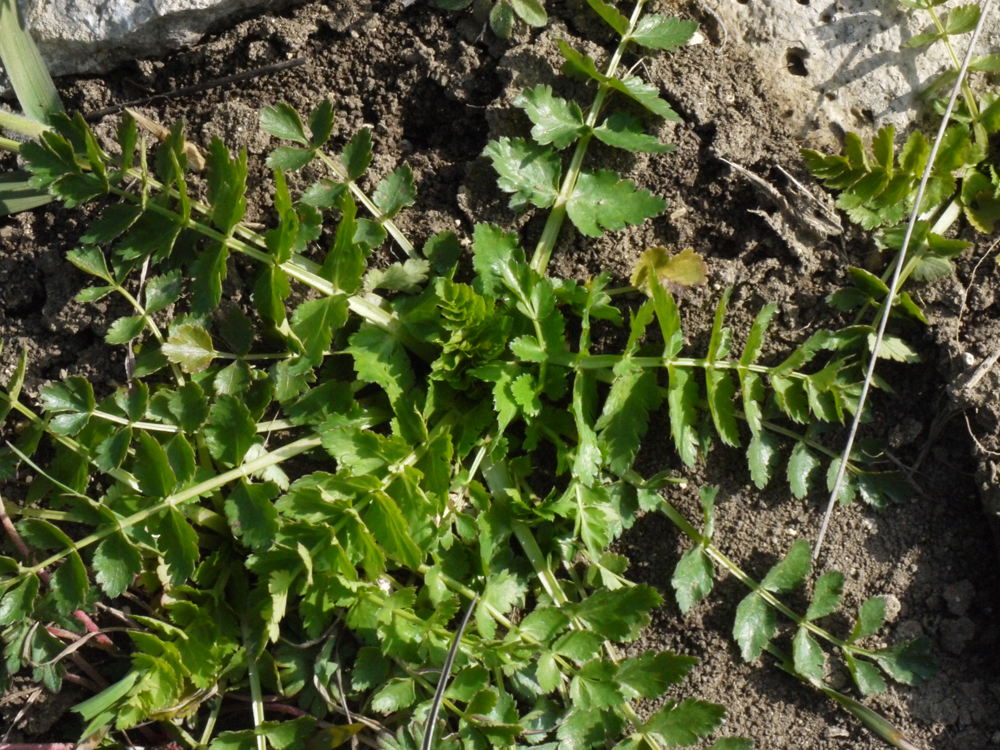
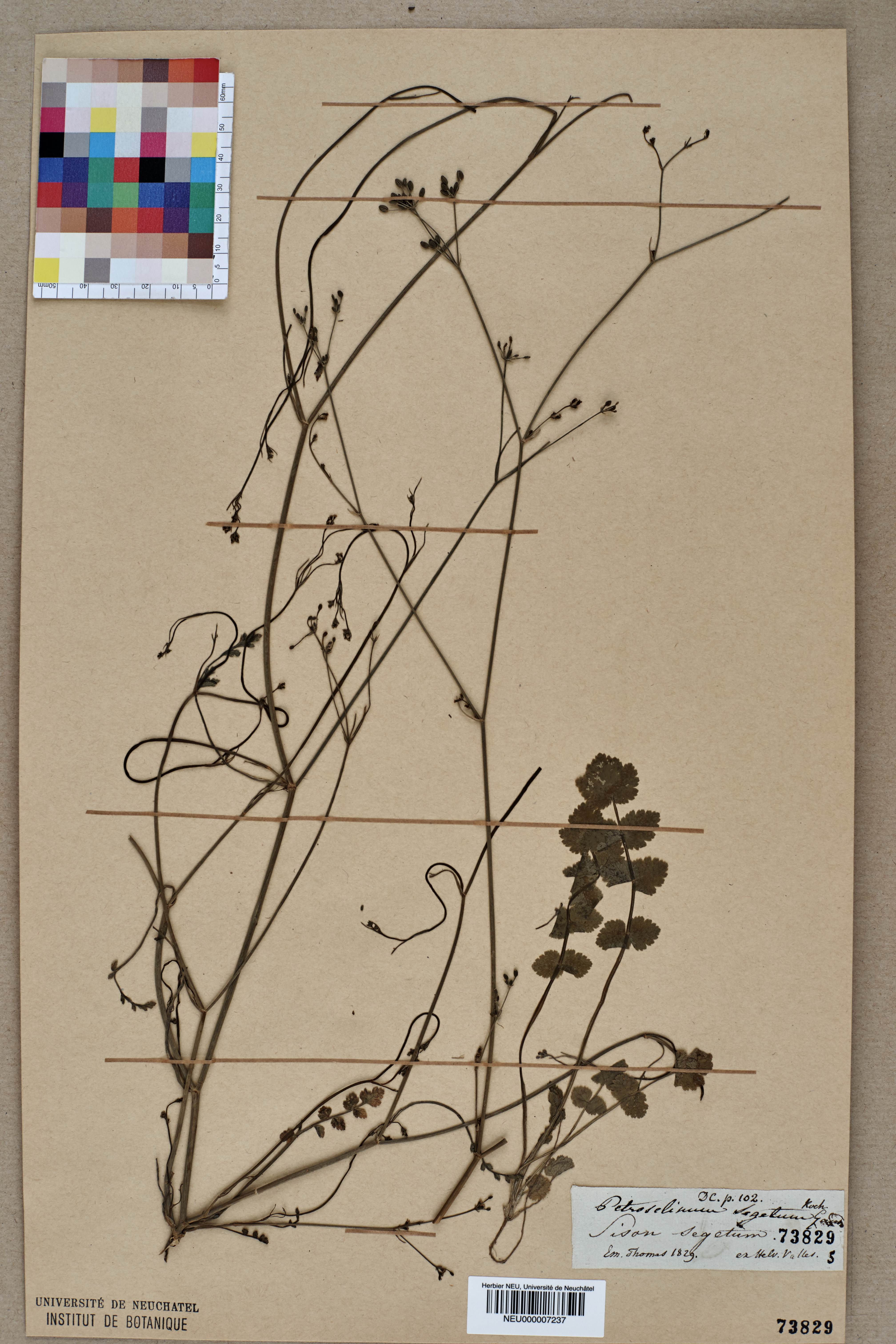
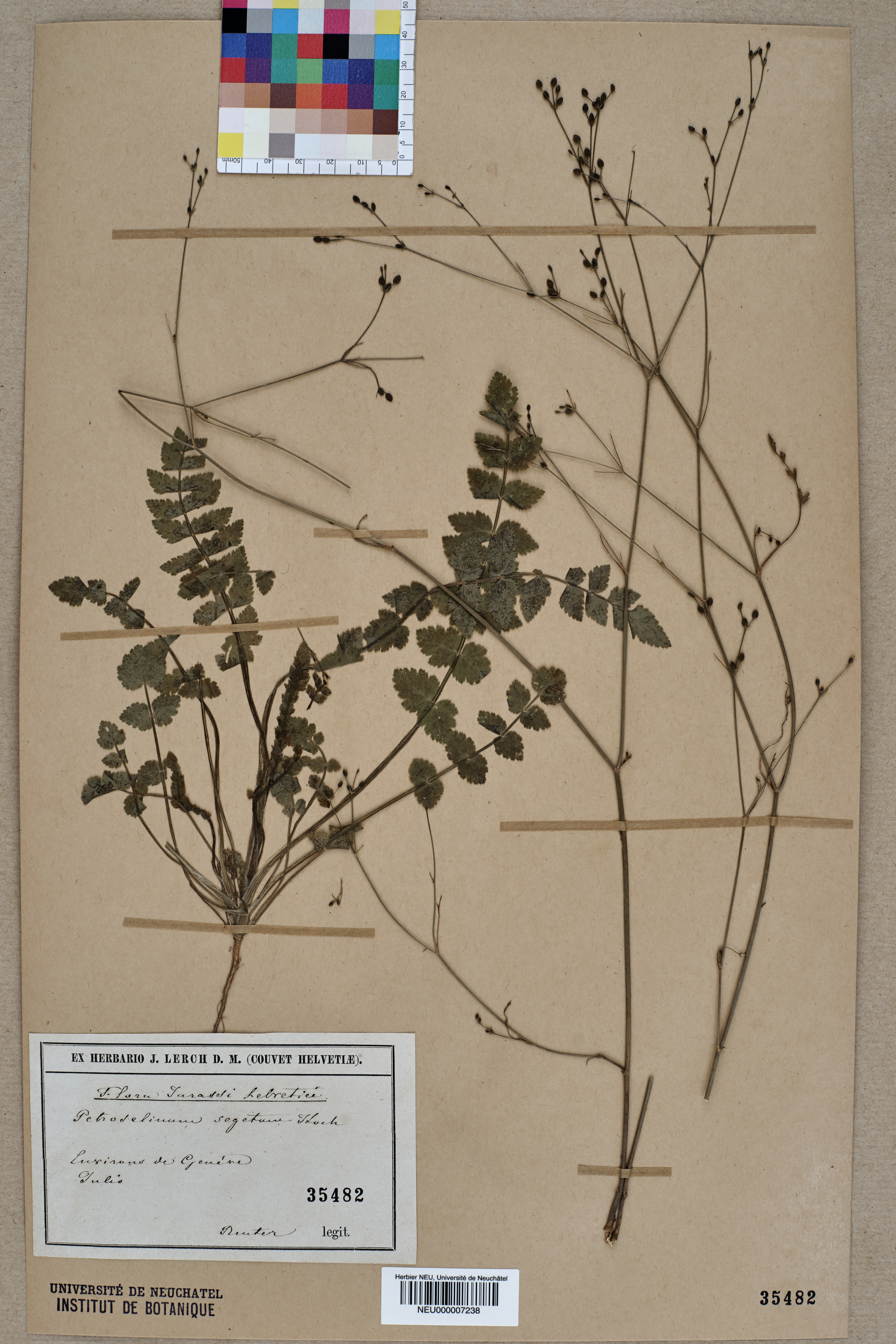